# Consonante alveolo-palatale

Sezione sagittale dell' alveolo-palatale fricativa

In fonetica articolatoria, sono consonanti alveolo-palatali quelle postalveolari palatalizzate, solitamente affricate e fricative, articolate con la lama della lingua dietro la cresta alveolare, e il corpo della lingua sollevato verso il palato. Assomigliano alle consonanti postalveolari e alle fricative retroflesse.

## Lista delle consonanti alveolo-palatali
A seconda del loro modo di articolazione, si distinguono consonanti affricate e fricative.
L'alfabeto fonetico internazionale elenca le seguenti consonanti alveolo-palatali:
- [tɕ] Affricata alveolo-palatale sorda
- [dʑ] Affricata alveolo-palatale sonora
- [ɕ] Fricativa alveolopalatale sorda
- [ʑ] Fricativa alveolopalatale sonora